# Ostrohe
Ostrohe település Németországban, Schleswig-Holstein tartományban. Lakosainak száma 902 fő (2023. december 31.).

## Népesség
A település népességének változása:
| Lakosok száma | 846  | 945  | 951  | 937  | 908  | 912  | 902  |
|               | 1975 | 2014 | 2017 | 2019 | 2021 | 2022 | 2023 |